# Svalin
Svalin (fornisländska: Svalinn, ”svalkaren, den kylande”) är enligt nordisk mytologi den sköld som på solens vagn står framför solen för att den inte ska förbränna allt på jorden. 
Skölden nämns i Grímnismál 38 i Poetiska Eddan.
| Svalin han står framför solen ständigt, en sköld för skinande gud: brinna skulle ju berg och vågor, ifall han fölle ifrån. Övers. Björn Collinder, 1957 | Svalinn hęitir, hann stęndr sólu fyrir, skjǫldr skínanda goði; bjǫrg ok brim vęitk at brinna skulu, ef hann fęllr í frá. Finnur Jónssons utgåva 1932 |  |

Det är den för oss synliga solskivan som här uppfattas som en rundsköld framför den ”verkliga” solen. Om skölden inte hade funnits skulle hettan bli så stor att bergen skulle brinna och haven förångas.